# 安努站
安努站（音素換寫：S̄t̄hānī x̀xnnuch，皇家轉寫：Sathani On Nut，發音：[sā.tʰǎː.nīː ʔɔ̀ːn nút]）位於泰國首都曼谷拍崑崙縣、鄰近素坤逸八十一街的曼谷BTS（高架電車）素坤逸線車站，車站編號為E9。
安努站曾經是素坤逸線的終點站，2011年後路線延伸後成為中途站。

## 鄰近地點
- 莲花超市 （Lotus's）
- Big C 超級市場
- 拍崑崙縣電話局（Phra Khanong Telephone Exchange）

## 外部連結
- 曼谷集體運輸系統（架空電車）的官方網站